# At-Tamani’a (poddystrykt)
At-Tamani’a – jedna z 6 jednostek administracyjnych trzeciego rzędu (nahijja) dystryktu Ma’arrat an-Numan w muhafazie Idlib w Syrii.
W 2004 roku poddystrykt zamieszkiwało 29 114 osób.